# モハメド・アミシ
モハメド・アミシ（Mohamed Amissi、2000年8月3日 - ）は、ベルギー出身のサッカー選手。ローダJC所属。ポジションはFW。ブルンジ代表。

## クラブ経歴
2019年8月13日、ヘラクレス・アルメロと2年契約を交わした。
2022年1月31日、ローダJCに1年半契約で移籍した。